# Campionati portoghesi di ciclismo su strada
I campionati portoghesi di ciclismo su strada sono la manifestazione annuale di ciclismo su strada che assegna il titolo di Campione del Portogallo. I vincitori hanno il diritto di indossare per un anno la maglia di campione portoghese, come accade per il campione mondiale.
È stato organizzato senza interruzioni solo a partire dal 1985. Prima del 1985 i plurivincitori della corsa sono stati Joaquim Agostinho con sei successi dal 1968 al 1973 e Fernando Mendes nel 1974 e 1975.

## Campioni in carica (2025)
| Uomini Elite | Uomini Elite    |
| ------------ | --------------- |
| In linea     | Ivo Oliveira    |
| Cronometro   | António Morgado |
| Donne Elite  |                 |
| In linea     | Daniela Campos  |
| Cronometro   | Beatriz Roxo    |

## Albo d'oro

### Titoli maschili
Aggiornati al 2025
| Anno | Vincitore               | Secondo               | Terzo              |
| ---- | ----------------------- | --------------------- | ------------------ |
| 1946 | Fernando Moreira        | Eduardo Lopes         | João Rebelo        |
| 1959 | Antonino Baptista       | José Da Costa         | Emidio Pinto       |
| 1960 | Azevedo Maia            |                       |                    |
| 1961 | Ilidio Do Rosario       | Alves Barbosa         | António Ferreira   |
| 1962 | José Pacheco            |                       |                    |
| 1963 | Laurentino Mendes       |                       |                    |
| 1964 | Laurentino Mendes       | Alberto Carvalho      | Joaquim Leao       |
| 1965 | Paulino Domingues       | Manuel Correia        | Antonio Acursio    |
| 1966 | José Azevedo            | Leonel Miranda        | Mário Silva        |
| 1967 | Antonio Acursio         | Leonel Miranda        | Fernando Mendes    |
| 1968 | Joaquim Agostinho       | Joaquim Andrade       | Leonel Miranda     |
| 1969 | Joaquim Agostinho       | Fernando Mendes       | Joaquim Leao       |
| 1970 | Joaquim Agostinho       | Fernando Mendes       | Antonio Graca      |
| 1971 | Joaquim Agostinho       | Fernando Mendes       | Firmino Bernardino |
| 1972 | Joaquim Agostinho       | Joaquim Andrade       | Fernando Mendes    |
| 1973 | Joaquim Agostinho       | Herculano de Oliveira | José Pacheco       |
| 1974 | Fernando Mendes         | Manuel Costa          | Joaquim Andrade    |
| 1975 | Fernando Mendes         | Firmino Bernardino    | José Martins       |
| 1985 | Marco Chagas            | Adelino Teixeira      | Carlos Ferreira    |
| 1986 | Acácio da Silva         | Fernando Carvalho     | Manuel Cunha       |
| 1987 | Serafim Vieira          | Carlos Marta Silva    | Manuel Cunha       |
| 1988 | Serafim Vieira          | Carlos Pereira        | Antonio Alves      |
| 1989 | Delmino Pereira         | António Silva         | António Apolo      |
| 1990 | Joaquim Salgado         | José Xavier           | Vítor Teresinho    |
| 1991 | Luís Santos             | Jorge Silva           | Joaquim Gomes      |
| 1992 | Fernando Mota           | Jorge Silva           | Manuel Abreu       |
| 1993 | Raúl Matias             | Pedro Silva           | Delmino Pereira    |
| 1994 | Orlando Rodrigues       | Joaquim Sampaio       | Manuel Liberato    |
| 1995 | Manuel Abreu            | Paulo Ferreira        | Serafim Vieira     |
| 1996 | Carlos Neves            | Quintino Rodrigues    | Orlando Rodrigues  |
| 1997 | Delmino Pereira         | Pedro Silva           | Paulo Ferreira     |
| 1998 | Carlos Alberto Carneiro | José Alves            | Pedro Lopes        |
| 1999 | Carlos Alberto Carneiro | Orlando Rodrigues     | Pedro Soeiro       |
| 2000 | Marco Morais            | Paulo Ferreira        | Rui Sousa          |
| 2001 | Nuno Marta              | Delmino Pereira       | Pedro Lopes        |
| 2002 | Rui Lavarinhas          | Rui Sousa             | Renato Silva       |
| 2003 | Pedro Soeiro            | Nuno Ribeiro          | Paulo Ferreira     |
| 2004 | Bruno Castanheira       | Nuno Ribeiro          | Nuno Marta         |
| 2005 | Joaquim Andrade         | César Quiterio        | Claudio Faria      |
| 2006 | Bruno Pires             | Ricardo Mestre        | Rui Sousa          |
| 2007 | Cândido Barbosa         | Gilberto Sampaio      | Pedro Cardoso      |
| 2008 | João Cabreira           | Tiago Machado         | Cândido Barbosa    |
| 2009 | Manuel Cardoso          | Rui Costa             | Hélder Oliveira    |
| 2010 | Rui Sousa               | Célio Sousa           | André Cardoso      |
| 2011 | João Cabreira           | Mário Costa           | Filipe Cardoso     |
| 2012 | Manuel Cardoso          | António Carvalho      | Edgar Pinto        |
| 2013 | Joni Brandão            | Tiago Machado         | Hélder Oliveira    |
| 2014 | Nélson Oliveira         | Sérgio Sousa          | Tiago Machado      |
| 2015 | Rui Costa               | Joni Brandão          | Tiago Machado      |
| 2016 | José Mendes             | Nélson Oliveira       | Ricardo Vilela     |
| 2017 | Ruben Guerreiro         | Rui Vinhas            | Ricardo Vilela     |
| 2018 | Domingos Gonçalves      | Joni Brandão          | Henrique Casimiro  |
| 2019 | José Mendes             | Ricardo Mestre        | Antonio Carvalho   |
| 2020 | Rui Costa               | Daniel Mestre         | Francisco Campos   |
| 2021 | José Neves              | Rui Oliveira          | Gaspar Gonçalves   |
| 2022 | João Almeida            | Tiago Antunes         | Fábio Costa        |
| 2023 | Ivo Oliveira            | Rui Oliveira          | Luís Gomes         |
| 2024 | Rui Costa               | Rui Oliveira          | Luís Gomes         |
| 2025 | Ivo Oliveira            | Pedro Silva           | Diogo Gonçalves    |

| Anno | Vincitore          | Secondo            | Terzo             |
| ---- | ------------------ | ------------------ | ----------------- |
| 1996 | José Azevedo       | Paulo Ferreira     | Cândido Barbosa   |
| 1997 | José Azevedo       | Alberto Amaral     | Joaquim Sampaio   |
| 1998 | Alberto Amaral     | Vítor Gamito       | Joaquim Andrade   |
| 1999 | Vítor Gamito       | Joaquim Andrade    | José Azevedo      |
| 2000 | Vítor Gamito       | Joaquim Andrade    | Vidal Fitas       |
| 2001 | José Azevedo       | Vidal Fitas        | Pedro Lopes       |
| 2002 | Joaquim Andrade    | Pedro Andrade      | Renato Silva      |
| 2003 | Joaquim Andrade    | Renato Silva       | Bruno Castanheira |
| 2004 | Sérgio Paulinho    | Hugo Sabido        | Renato Silva      |
| 2005 | Cândido Barbosa    | Joaquim Sampaio    | Hernâni Brôco     |
| 2006 | Hélder Miranda     | Bruno Castanheira  | Joaquim Andrade   |
| 2007 | Ricardo Martins    | José Azevedo       | Joaquim Sampaio   |
| 2008 | Sérgio Paulinho    | Tiago Machado      | Hélder Oliveira   |
| 2009 | Tiago Machado      | Cândido Barbosa    | José Mendes       |
| 2010 | Rui Costa          | Sérgio Sousa       | Mário Costa       |
| 2011 | Nélson Oliveira    | Hugo Sabido        | Hernâni Brôco     |
| 2012 | José Gonçalves     | Ricardo Vilela     | Sérgio Sousa      |
| 2013 | Rui Costa          | Domingos Gonçalves | Hugo Sabido       |
| 2014 | Nélson Oliveira    | Rui Costa          | Sérgio Sousa      |
| 2015 | Nélson Oliveira    | Tiago Machado      | José Mendes       |
| 2016 | Nélson Oliveira    | José Mendes        | Rafael Reis       |
| 2017 | Domingos Gonçalves | Rafael Reis        | Sérgio Paulinho   |
| 2018 | Domingos Gonçalves | José Gonçalves     | Tiago Machado     |
| 2019 | José Gonçalves     | Domingos Gonçalves | Antonio Carvalho  |
| 2020 | Ivo Oliveira       | Rui Costa          | Tiago Machado     |
| 2021 | João Almeida       | Rafael Reis        | José Neves        |
| 2022 | Rafael Reis        | Ivo Oliveira       | João Almeida      |
| 2023 | João Almeida       | Ivo Oliveira       | Joaquim Silva     |
| 2024 | António Morgado    | Ivo Oliveira       | Rui Costa         |
| 2025 | António Morgado    | Rafael Reis        | Ivo Oliveira      |

### Titoli femminili
Aggiornati al 2025
| Anno | Vincitrice         | Seconda              | Terza                  |
| ---- | ------------------ | -------------------- | ---------------------- |
| 1992 | Ana Barros         | Julia Alves          | Ana Cancelo            |
| 1993 |                    |                      |                        |
| 1994 | Ana Barros         | Maria Alves Da Silva | Ana Cancelo            |
| 1995 | Ana Barros         | Maria Alves Da Silva | Ana Cancelo            |
| 1996 | Ana Barros         | Patricia Fernandes   | Ana Cancelo            |
| 1997 |                    |                      |                        |
| 1998 |                    |                      |                        |
| 1999 |                    |                      |                        |
| 2000 |                    |                      |                        |
| 2001 |                    |                      |                        |
| 2002 | Irina Coelho       | Claudia Vitorino     | Ana Rita Vigário       |
| 2003 | Irina Coelho       | Ana Rita Vigário     | Sonia Campos           |
| 2004 | Isabel Caetano     | Sandra Araujo        | Cristina Azevedo       |
| 2005 | Isabel Caetano     | Ana Rita Vigário     | Cristina Azevedo       |
| 2006 | Isabel Caetano     | Ana Rita Vigário     | Cristina Azevedo       |
| 2007 | Irina Coelho       | Isabel Caetano       | Ana Rita Vigário       |
| 2008 |                    |                      |                        |
| 2009 | Ester Alves        | Celina Carpinteiro   | Rute Costa             |
| 2010 | Vanessa Fernandes  | Ester Alves          | Celina Carpinteiro     |
| 2011 | Celina Carpinteiro | Ester Alves          | Monica Santos          |
| 2012 | Irina Coelho       | Celina Carpinteiro   | Monica Santos          |
| 2013 | Celina Carpinteiro | Daniela Reis         | Ester Alves            |
| 2014 | Celina Carpinteiro | Daniela Reis         | Ana Isabel Dias Azenha |
| 2015 | Daniela Reis       | Celina Carpinteiro   | Irina Coelho           |
| 2016 | Daniela Reis       | Celina Carpinteiro   | Irina Coelho           |
| 2017 | Celina Carpinteiro | Irina Coelho         | Madalena Almeida       |
| 2018 | Daniela Reis       | Maria Martins        | Celina Carpinteiro     |
| 2019 | Daniela Reis       | Raquel Queiròs       | Sandra Santos          |
| 2020 | Melissa Maia       | Marta Branco         | Julia Ru               |
| 2021 | Maria Martins      | Daniela Campos       | Daniela Pereira        |
| 2022 | Daniela Campos     | Sofia Gomes          | Daniela Pereira        |
| 2023 | Cristiana Valente  | Beatriz Pereira      | Vera Vilaça            |
| 2024 | Daniela Campos     | Ana Caramelo         | Mariana Líbano         |
| 2025 | Daniela Campos     | Raquel Queirós       | Maria Martins          |

| Anno | Vincitrice            | Seconda            | Terza                   |
| ---- | --------------------- | ------------------ | ----------------------- |
| 1999 | Claudia Vitorino      | Irina Coelho       | Liliana Rocha           |
| 2000 |                       |                    |                         |
| 2001 |                       |                    |                         |
| 2002 |                       |                    |                         |
| 2003 | Isabel Caetano        | Ana Rita Vigário   | Sonia Campos            |
| 2004 | Isabel Caetano        | Ana Rita Vigário   | Cristina Azevedo        |
| 2005 |                       |                    |                         |
| 2006 | Alice Azevedo         | Ana Rita Vigário   | Isabel Caetano          |
| 2007 | Isabel Caetano        | Ana Rita Vigário   | Ester Alves             |
| 2008 | Isabel Caetano        | Ester Alves        | Anais Verguet           |
| 2009 | Ester Alves           | Angela Fernandes   | Ana Rita Vigário        |
| 2010 | Vanessa Fernandes     | Anais Moniz        | Isabel Caetano          |
| 2011 | Isabel Caetano        | Ester Alves        | Andrea Ponte            |
| 2012 | Vanessa Sofia Pereira | Ana Rita Vigário   | Isabel Caetano          |
| 2013 | Daniela Reis          | Isabel Caetano     | Ana Isabel Dias         |
| 2014 | Katarina Larsson      | Celina Carpinteiro | Isabel Caetano          |
| 2015 | Daniela Reis          | Ana Valido         | Liliana Jesus           |
| 2016 | Daniela Reis          | Celina Carpinteiro | Katarina Larsson        |
| 2017 | Soraia Silva          | Sandra Santos      | Celina Carpinteiro      |
| 2018 | Daniela Reis          | Maria Martins      | Soraia Silva            |
| 2019 | Daniela Reis          | Liliana Jesus      | Melissa Maia            |
| 2020 | Raquel Queiros        | Vera Vilaca        | Melissa Maia            |
| 2021 | Daniela Campos        | Ana Caramelo       | Liliana Domingues Jesus |
| 2022 | Daniela Campos        | Ana Caramelo       | Liliana Domingues Jesus |
| 2023 | Ana Caramelo          | Vera Vilaça        | Alessia Teixeira        |
| 2024 | Daniela Campos        | Ana Caramelo       | Vera Vilaça             |
| 2025 | Beatriz Roxo          | Ana Caramelo       | Raquel Dias             |